# Hármasugrás

Phillips Idowu ugrásának fázisai a 2008-as pekingi nyári olimpián

A hármasugrás az atlétikában az ugrószámok egyike. Olimpiai versenyszám. A hármasugró egymást követően háromszor ugrik el. Az első két ugrás azonos, a harmadikat az ellenkező lábáról indítja. A nekifutó terület 45 m hosszú és 1,22 m széles. A nekifutópályával azonos magasságban süllyesztik a talajba az elugrógerendát, úgy, hogy a leérkezési területhez legközelebb eső széle az elugróvonal. 13 m a távolság az elugrógerenda és a leérkezési terület között. (A leérkezési terület egy 9 m hosszú, 2,75 m széles homokgödör.)

## A verseny lefolyása
A versenyeken a hármasugrók három kísérletet tehetnek. Ezek alapján állapítják meg a legjobb 8 versenyző sorrendjét - ezek további 3 -3 kísérletet tehetnek. A győztes az, aki a legnagyobb távolságra ugrik; ha több ilyen versenyző van akkor közöttük a második legjobb eredmény dönt.

## Története
A férfi hármasugrás már az 1896. évi athéni olimpián szerepelt atlétikai versenyszámként. A hármasugrást akkoriban "hopp, kihagy és ugrik" néven jegyezték. Az első győztes J. B. Connelly volt.
A nőknél 1996 óta olimpiai versenyszám.
Az első magyar bajnokságot a férfiaknál 1919-ben, a nőknél 1991-ben rendezték meg.